# Tracy Reese

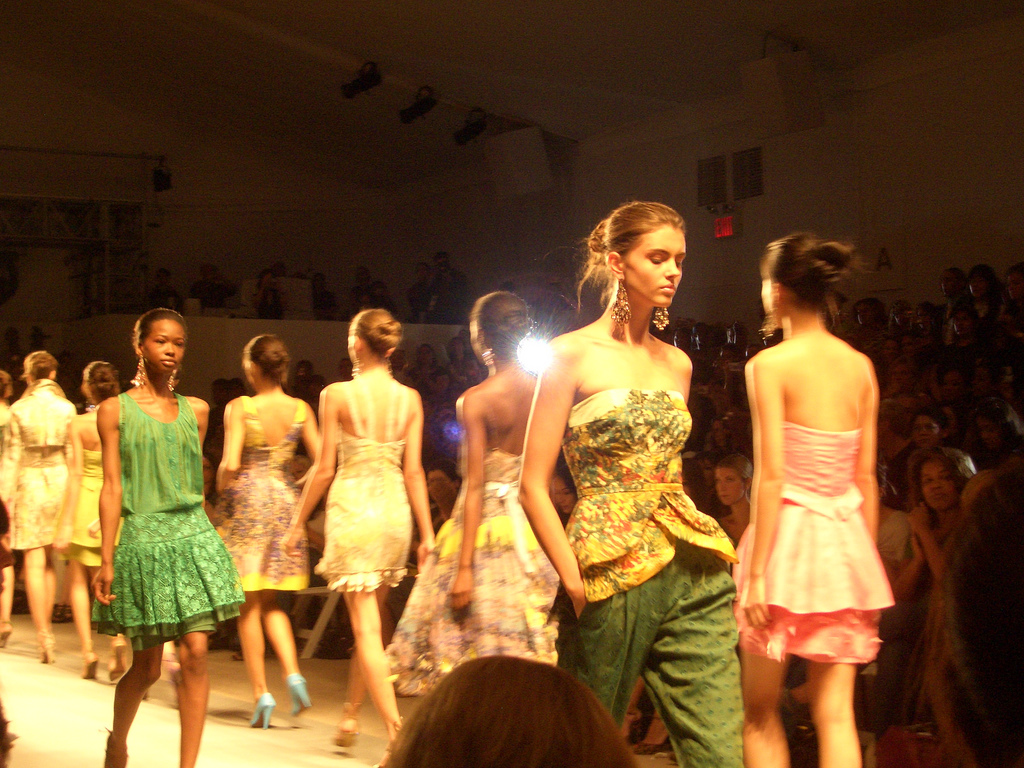
Diseños de Tracy Reese, 2008.

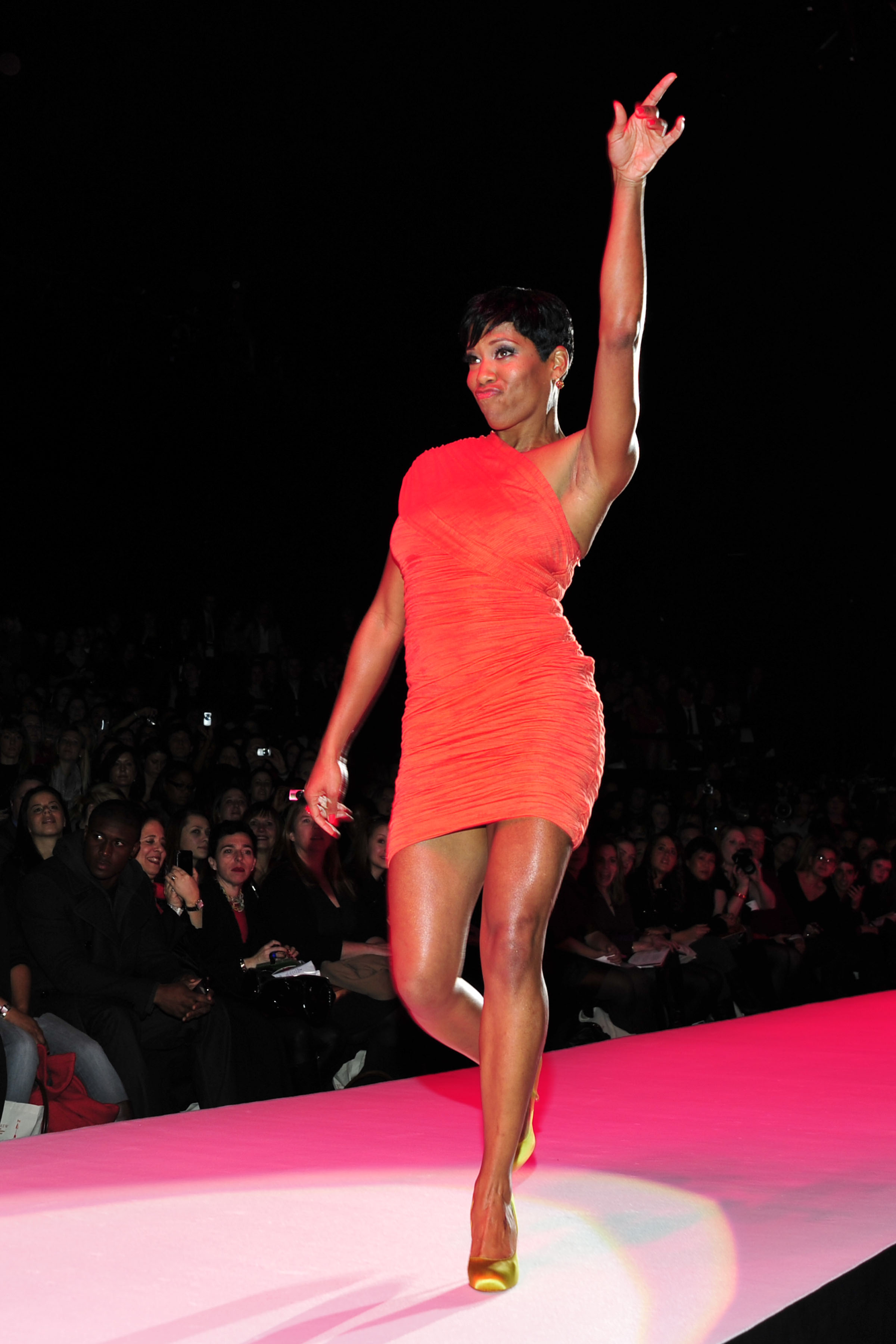
Regina King en Tracy Reese (2010)

Tracy Reese (Detroit, 12 de febrero de 1964) es una diseñadora de moda estadounidense especializada en ropa de mujer prêt-â-porter, accesorios y artículos textiles para el hogar. Sus diseños destacan por estar influenciados por el diseño retro, tejidos brillantes y el uso de patrones.

## Trayectoria
Estudió en el instituto Cass Technical High School y empezó a confeccionar ropa junto a su madre desde pequeña. En 1982, se mudó a Nueva York para continuar su educación en la escuela de diseño Parsons The New School for Design. Después de graduarse en 1984, trabajó con la diseñadora Martine Sitbon (Casablanca, 1952) en la colección Arlequin. Además, trabajó en varias casas de diseño de moda y finalmente, antes de lanzar su propia marca, asumió la dirección de la cartera femenina del diseñador Perry Ellis.
En 1998, creó en Nueva York la marca de moda Tracy Reese, que fabrica tanto prendas de ropa prêt-à-porter como vestimenta de verano. Sus otras líneas Plenty by Tracy Reese (2000) y ¡Frock! by Tracy Reese (2006) se establecieron como líneas de mercado de gran alcance y con una gama de precios diferente a la línea original. En 2007 entró a formar parte de la junta directiva del Consejo de Diseñadores de Moda de América. Y en 2009 presentó otra línea de moda: Black Label by Tracy Reese.
En tiendas minoristas como Bloomingdale's, Bergdorf Goodman, Neiman Marcus, Anthropologie, Modcloth y Nordstrom se pueden encontrar piezas de vestir y la colección de hogar de Tracy Reese. La boutique más representativa de Tracy Reese en Nueva York se inauguró en 2006. En 2011, se abrió una tienda exclusiva en Tokio, y a partir de ese año empezó a colaborar con otras marcas, como la empresa cosmética Sally Hansen, la cadena de zapatos Keds, o la marca de medias HUE. 
En 2020, creó una nueva marca llamada ¨Hope for flowers¨ (Esperanza para las flores) enfocada en tejidos sostenibles y en la producción ética.

## Reconocimientos
Han sido varias las personalidades que han llevado los diseños de Tracy Reese. Entre ellos, destaca la abogada y escritora Michelle Obama, que lució vestidos de la firma en varias ocasiones: durante una visita a Hawái en 2011/2012, en una ceremonia en 2013 en conmemoración del 50º aniversario del discurso Yo tengo un sueño de Martin Luther King, y para su discurso en la Convención Nacional Demócrata de 2012.